# Désiré Girouard

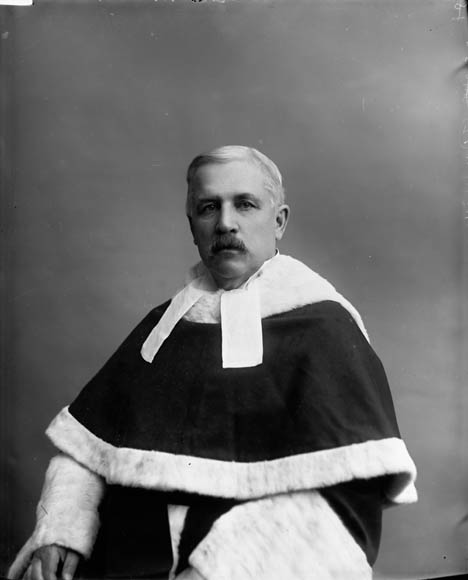
Désiré Girouard (Oktober 1895)

Désiré Girouard (* 7. Juli 1836 in Saint-Timothée, Niederkanada; † 22. März 1911) war ein kanadischer Politiker der Konservativen Partei und Jurist, der zwischen 1878 und 1895 Mitglied des Unterhauses von Kanada sowie von 1895 bis zu seinem Tode 1911 Richter am Obersten Gerichtshof von Kanada war.

## Leben
Girouard, Sohn von Jérémie Girouard und Hyppolite Picard, begann nach dem Besuch des Petit Séminaire de Montréal 1857 ein Studium der Rechtswissenschaften an der McGill University in Montreal sowie im Rahmen der damals üblichen Anwaltsausbildung in der dortigen Anwaltskanzlei von Edward Carter, der später Mitglied der Nationalversammlung von Québec sowie ebenfalls des Unterhauses von Kanada war. 1860 veröffentlichte er sein erstes juristisches Fachbuch unter dem Titel Essai sur les lettres de change et les billets promissoires. Nachdem er sein Studium 1860 mit einem Bachelor of Civil Law (B.C.L.) abgeschlossen hatte, erhielt er seine anwaltliche Zulassung und ließ sich als Rechtsanwalt in Montreal nieder. In den folgenden Jahren verfasste er zahlreiche weitere Bücher zu juristischen, geschichtlichen und genealogischen Themen und gehörte 1871 zu den Gründern sowie Mitherausgebern der juristischen Fachzeitschrift Revue critique de législation et de jurisprudence du Canada.
Nachdem Girouard am 12. Oktober 1872 im Wahlkreis Jacques Cartier sowie am 22. Januar 1874 im Wahlkreis Beauharnois ohne Erfolg für ein Abgeordnetenmandat kandidiert hatte, wurde er 17. September 1878 für die Konservativen Partei zum Mitglied des Unterhauses von Kanada gewählt und vertrat in diesem bis zu seinem Rücktritt am 27. September 1895 den Wahlkreis Jacques Cartier. Während seiner Parlamentszugehörigkeit war er von April bis September 1891 sowie erneut zwischen März und Juli 1894 Vorsitzender des Ständigen Ausschusses für Privilegien und Wahlen. 1892 wurde er zudem Bürgermeister von Dorval.
Nach seinem Ausscheiden aus dem Unterhaus wurde Girouard am 28. September 1895 von Premierminister Mackenzie Bowell zum Richter am Obersten Gerichtshof von Kanada berufen. Er war der einzige Richter, der während der Amtszeit von Premierminister Bowell ernannt wurde. Dem Obersten Gerichtshof gehörte er bis zu seinem Tode am 22. März 1911 an.

## Veröffentlichungen
- Essai sur les lettres de change et les billets promissoires, 1860
- Étude sur l’acte concernant la faillite, 1864
- Review of the Insolvent Act of 1864 and the proposed amendment bill: translated from the French, with additions and explanatory notes, together with the rules of practice and tariff of fees for Lower and Upper Canada, 1865
- Considérations sur les lois civiles du mariage, 1868
- The Treaty of Washington, 1871
- La question du canal de Beauharnois, 1873
- La famille Girouard, 1696–1884, 1884
- Le vieux Lachine et le massacre du 5 août 1689, 1889
- The Bills of Exchange Act, 1890; an Act to codify the laws relating to bills of exchange, cheques and promissory notes, passed by the Parliament of Canada, Mitautor Désiré H. Girouard, 1891
- Les anciennes côtes du Lac Saint-Louis, avec un tableau complet des anciens et nouveaux propriétaires, 1892
- Les anciens postes du lac Saint-Louis, 1895
- L’album de la famille Girouard, 1907